# Cotton-Eyed Joe
Cotton-Eyed Joe è una famosa canzone popolare folk statunitense.
Ha origini sconosciute, ma si sa per certo che sia nata prima della Guerra civile americana.

## Cover
Tra le cover più note ci sono quella di Ricky Skaggs e, soprattutto, la hit mondiale Cotton Eye Joe, di genere dance, incisa dai Rednex nel 1994.